# Хевиз
Хе́виз (венг. Hévíz) — город в западной Венгрии, на востоке области Зала.
Население Хевиза по данным переписи на 1 января 2014 года составляет 4685 человек.

## География
Город находится примерно в 190 км к юго-западу от Будапешта, в 6 км к северо-западу от города Кестхей и в 180 км от Вены. Расположен у юго-западных подножий гор Баконь, в 6 км от юго-западной оконечности озера Балатон. Самая главная достопримечательность города — самое большое в Европе термальное озеро Хевиз. Хевиз — популярный курорт.

## Климат
Климат умеренный континентальный. Зима мягкая; средняя температура января −1,7° С. Лето тёплое; средняя температура июля 22° С. Осадков — около 750 мм в год. Число солнечных часов — около 2000 в год. Озеро Хевиз находится в окружении заповедного леса площадью 50 гектаров, что обеспечивает курорту особый микроклимат. Термальная вода, испаряясь, также способствует созданию полезного микроклимата.

## Транспорт
Международный аэропорт имени Ференца Листа, Будапешт — 200 км, Вена — 180 км, Шармеллек (Hévíz-Balaton Airport) — 10 км. От Будапешта до города Кестхей можно добраться поездом или автобусом. От автостанции Кестхея — рейсовым автобусом или на такси до Хевиза. Время в пути на поезде Будапешт-Кестхей — не менее 3 часов. На автобусе от Будапешта до Кестхея — 2,5 часа. Также есть прямые автобусные рейсы Будапешт-Хевиз.

## Достопримечательности
- Термальная купальня и ревматологическая больница им. Св. Андрея
- Крест святого апостола Андрея Первозванного
- Пешеходная аллея им. д-ра Вильмоша Шульхофа
- Пешеходная улица — Ракоци утца
- Здание ратуши, ратушная площадь и фонтан Нимфея
- Римско-католический храм эпохи династии Арпадов, район Эгредь
- Храм во имя Сердца Христова
- Храм Святого Духа
- Евангелистский Протестантский храм
- Kинотеатр Фонтана
- Исторический музей «Музейная коллекция»
- Дом культуры и городская библиотека им. Жигмонда Морица
- Винные погреба, район Эгредь
- Древнеримский археологический парк
- Могила погибшего римского воина
- Хевизский фермерский рынок
- Автовокзал
- Защитная лесопарковая зона
- Музей в Эгредье
- Учебная тропа «Тавирожа» м беговая дорожка

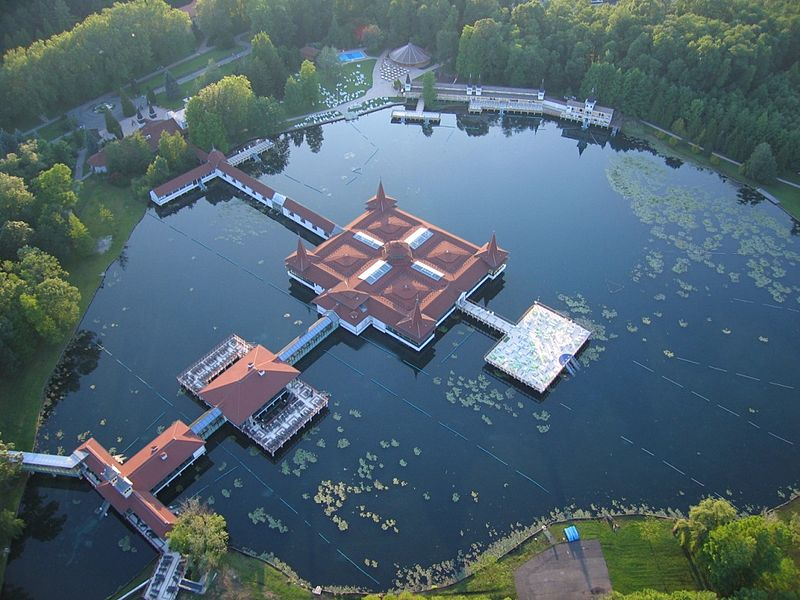
Хевизское озеро

- Смотровая площадка «Ломбкорона»

## Население
| Год  | Численность | Численность |
| ---- | ----------- | ----------- |
| 2013 | 4663        | [ 4 ]       |
| 2014 | 4685        | [ 5 ]       |
| 2015 | 4634        | [ 6 ]       |
| 2021 | 4448        | [ 7 ]       |
| 2022 | 4485        | [ 8 ]       |
| 2023 | 4509        | [ 9 ]       |
| 2024 | 4531        | [ 2 ]       |

## Города-побратимы
- Гуйлинь, Китай[10]
- Пятигорск, Россия[10]
- Чазма, Хорватия[10]